# Козиціно (Івановська область)
Козиціно (рос. Козицыно) — присілок в Верхнєландеховському районі Івановської області Російської Федерації.
Населення становить 18 осіб. Входить до складу муніципального утворення Митське сільське поселення.

## Історія
Від 2005 року входить до складу муніципального утворення Митське сільське поселення.

## Населення
| 1859 | 1905 | 2010 |
| ---- | ---- | ---- |
| 105  | ↗116 | ↘18  |